# 1961 en architecture
| Années de l'architecture : 1958 - 1959 - 1960 - 1961 - 1962 - 1963 - 1964    |
| Décennies de l'architecture : 1930 - 1940 - 1950 - 1960 - 1970 - 1980 - 1990 |

Cet article présente les faits marquants de l'année 1961 en architecture.

## Réalisations
- Construction du Palazzo del Lavoro à Turin par Pier Luigi Nervi.
- Construction de la tour One Chase Manhattan Plaza à New York.
- Construction de l'Empress State Building à Londres.
- Construction de la tour Henninger à Francfort par Karl Leiser.
- Inauguration de la tour marine de Yokohama au Japon.
- Construction de l'immeuble Chungking Mansions à Hong Kong.
- Construction du Palais des congrès du Kremlin à Moscou.
- Achèvement de la construction de l'Hôtel de Moscou à Kiev en style Empire staliniste, à l'emplacement de la Tour Ginzbourg  détruite en 1941.

## Événements
- Création de l'agence britannique Archigram.
- Jane Jacobs publie The Death and Life of Great American Cities.
- Lewis Mumford publie The City in History.
- Création de l'agence britannique BDP à Preston.

## Récompenses
- AIA Gold Medal : Le Corbusier.
- RAIA Gold Medal : Louis Laybourne-Smith.
- Royal Gold Medal : Lewis Mumford.
- Prix de Rome : Jacques Labro.

## Naissances
- 18 novembre : Dietmar Feichtinger.

## Décès
- 20 février : Georges Gromort (° 1870).
- 1er septembre : Eero Saarinen (° 20 août 1910).